# Diecezjalne Sanktuarium św. Franciszka z Asyżu w Jutrzynie

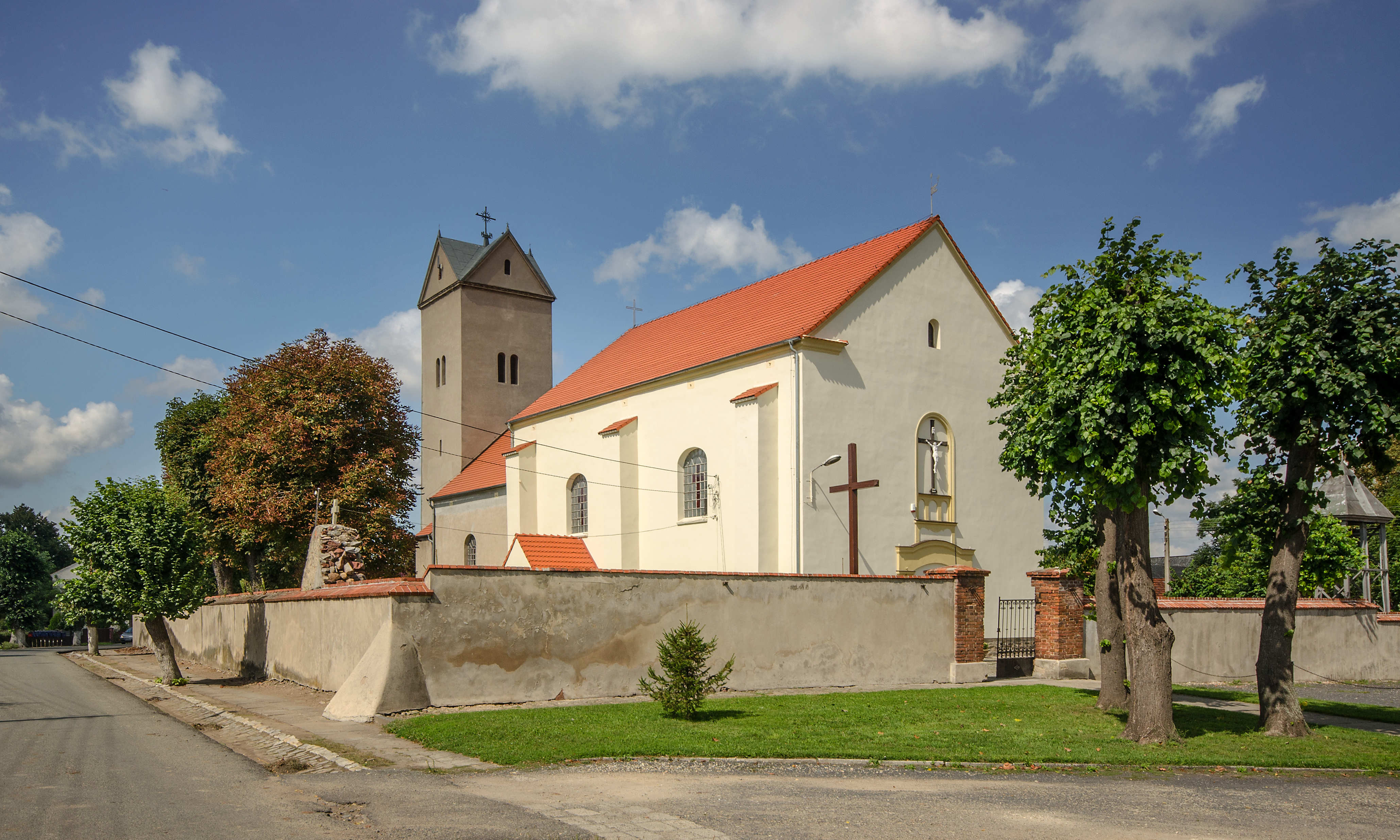
Widok Sanktuarium od strony wschodniej

Diecezjalne Sanktuarium św. Franciszka z Asyżu w Jutrzynie – katolickie sanktuarium poświęcone św. Franciszkowi z Asyżu, położone w województwie dolnośląskim i należące do Metropolii Wrocławskiej. Erygowane 2 października 2016 roku dekretem Metropolity Wrocławskiego arcybiskupa Józefa Kupnego z dnia 10 czerwca 2016 roku. Jego siedzibą jest kościół parafialny p.w. św. Franciszka z Asyżu w Jutrzynie.

## Dni odpustu
Z racji erygowania sanktuarium wiernym nawiedzającym świątynię przysługuje odpust zupełny w trakcie poniższych uroczystości:
| Dzień            | Okazja                                          |
| ---------------- | ----------------------------------------------- |
| 1-3 października | triduum przed odpustem św. Franciszka           |
| 4 października   | uroczystość patronalna                          |
| 2 sierpnia       | wspomnienie NMP Anielskiej z Porcjunkuli        |
| 17 września      | wspomnienie otrzymania stygmatów św. Franciszka |
|                  | rocznica poświęcenia sanktuarium                |

## Kustosze
Pierwszymi kustoszami sanktuarium zostali biskup pomocniczy Archidiecezji Wrocławskiej Jacek Kiciński CMF oraz proboszcz parafii ks. mgr kan. Andrzej Jackiewicz. Pełnią swoje funkcje do dziś. 

## Duszpasterze
W sanktuarium posługuje proboszcz ks. Andrzej Jackiewicz oraz ks. Aleksander Radecki, wikariusz biskupi. Ponadto częstokroć wspomagają ich delegowani przez Zakon Braci Mniejszych Prowincji św. Jadwigi zakonnicy oraz księża diecezjalni.

## Relikwie
Sanktuarium posiada relikwie otrzymane dzięki uprzejmości i pomocy różnych instytucji kościelnych. Aktualnie sanktuarium udostępnia dla wiernych:
- I i II stopnia św. Franciszka z Asyżu (w osobnych relikwiarzach)

- II stopnia św. Maksymiliana Marii Kolbego (włos z brody)
- I stopnia błogosławionych męczenników misjonarzy z Pariacoto
- I stopnia św. Jadwigi Śląskiej[1]